# Anthene liparis
Anthene liparis är en fjärilsart som beskrevs av Grose-smith 1898. Anthene liparis ingår i släktet Anthene och familjen juvelvingar. Inga underarter finns listade i Catalogue of Life.